# Трава і вода
«Трава і вода» — радянський художній фільм-мелодрама, знята студією «Ленфільм» в 1991 році.

## Сюжет
Головний герой «Трави і води» сурмач Іванов, тихий хлопчик, який відчайдушно зневажає необхідність ходити в своєму таборі по струнці, всіляко порушує дисципліну, втікає додому, спостерігає за батьком, який п'є гірку, і їде з ним на риболовлю.

## У ролях
- Юрій Назаров — батько Іванова, ветеран війни, силач, нині робочий
- Веніамін Кравчик — Іванов
- Наталія Тихомирова — Соня Невзгляд, голова ради дружини
- Ольга Толстецька — піонервожата
- Володимир Козлов — епізод
- Юрій Кузнецов — приятель батька Іванова
- Світлана Смирнова — мати Іванова
- Дмитро Шагін — приятель батька Іванова, силач, інвалід

## Знімальна група
- Режисер — Віктор Тихомиров
- Сценарист — Віктор Тихомиров
- Оператор — Володимир Васильєв
- Композитор — Борис Гребенщиков
- Художник — Віктор Тихомиров